# Sergestes edwardsii
Sergestes edwardsii är en kräftdjursart som beskrevs av Henrik Nikolai Krøyer 1855. Sergestes edwardsii ingår i släktet Sergestes och familjen Sergestidae. Inga underarter finns listade i Catalogue of Life.